# Afanasijs Kuzmins
Afanasijs Kuzmins (* 22. března 1947, Krivošejeva) je bývalý lotyšský sportovní střelec. Je držitelem dvou olympijských medailí, na olympiádě v Soulu roku 1988, ještě jako reprezentant Sovětského svazu, vybojoval zlato ve střelbě z pistole na 25 metrů, ve stejné disciplíně pak, na olympijských hrách v Barceloně roku 1992, již v dresu samostatného Lotyšska, získal medaili stříbrnou. Už v Montrealu 1976 mu medaile těsně unikla, když skončil čtvrtý. Kromě své hlavní disciplíny to bylo rovněž ve střelbě ze vzduchové pistole na 10 metrů.
Celkem se zúčastnil devíti olympijských her v letech 1976–2012, čímž patří ke sportovcům, kteří se účastnili olympijských her nejvíckrát: devětkrát se her účastnil pouze rakouský jachtař Hubert Raudaschl a gruzínská střelkyně Nino Salukvadzeová, desetkrát kanadský parkurový jezdec Ian Millar.
Dvakrát vyhrál Mistrovství Evropy ve sportovní střelbě: v roce 1985 ve střelbě z malorážky a v roce 1989 z revolveru. Několikrát vyhrál Mistrovství Evropy v družstvech.